# Viola poetica
Viola poetica är en violväxtart som beskrevs av Pierre Edmond Boissier och Spruner. Viola poetica ingår i släktet violer, och familjen violväxter. Inga underarter finns listade i Catalogue of Life.